# Swan Valley (Idaho)
Swan Valley es una ciudad ubicada en el condado de Bonneville en el estado estadounidense de Idaho. En el Censo de 2010 tenía una población de 204 habitantes y una densidad poblacional de 7,96 personas por km².

## Geografía
Swan Valley se encuentra ubicada en las coordenadas 43°27′13″N 111°21′4″O / 43.45361, -111.35111. Según la Oficina del Censo de los Estados Unidos, Swan Valley tiene una superficie total de 25.63 km², de la cual 25.6 km² corresponden a tierra firme y (0.12%) 0.03 km² es agua.

## Demografía
Según el censo de 2010, había 204 personas residiendo en Swan Valley. La densidad de población era de 7,96 hab./km². De los 204 habitantes, Swan Valley estaba compuesto por el 96.57% blancos, el 0% eran afroamericanos, el 0.98% eran amerindios, el 0.49% eran asiáticos, el 0% eran isleños del Pacífico, el 1.47% eran de otras razas y el 0.49% pertenecían a dos o más razas. Del total de la población el 1.47% eran hispanos o latinos de cualquier raza.